# Castillo de Luna
Castillo de Luna är ett slott i Spanien.   Det ligger i provinsen Provincia de Cádiz och regionen Andalusien, i den sydvästra delen av landet, 500 km sydväst om huvudstaden Madrid. Castillo de Luna ligger 17 meter över havet.
Terrängen runt Castillo de Luna är platt. Havet är nära Castillo de Luna åt sydväst.  Närmaste större samhälle är Cádiz, 11,7 km sydost om Castillo de Luna. 